# Telamona vestita
Telamona vestita är en insektsart som beskrevs av Ball. Telamona vestita ingår i släktet Telamona och familjen hornstritar. Utöver nominatformen finns också underarten T. v. carynotana.